# Norwegische Männer-Feldhandballnationalmannschaft
Die norwegische Männer-Feldhandballnationalmannschaft vertrat Norwegen bei Länderspielen und internationalen Turnieren.

## Olympische Spiele
Die norwegische Handballnationalmannschaft nahmen nicht an der einzigen Austragung, in der Feldhandball gespielt wurde, teil.
| Jahr | Austragungsort          | Teilnahme bis…  | Ergebnis        | Medaille        |
| ---- | ----------------------- | --------------- | --------------- | --------------- |
| 1936 | Berlin, Deutsches Reich | keine Teilnahme | keine Teilnahme | keine Teilnahme |

## Weltmeisterschaften
Die norwegische Handballnationalmannschaft nahm an zwei der sieben bis 1966 ausgetragenen Feldhandball-Weltmeisterschaften teil.
| Jahr | Gastgeberland   | Teilnahme bis…     | Ergebnis           | Rang               |
| ---- | --------------- | ------------------ | ------------------ | ------------------ |
| 1938 | Deutsches Reich | keine Teilnahme    | keine Teilnahme    | keine Teilnahme    |
| 1948 | Frankreich      | keine Teilnahme    | keine Teilnahme    | keine Teilnahme    |
| 1952 | Schweiz         | Nicht qualifiziert | Nicht qualifiziert | Nicht qualifiziert |
| 1955 | BR Deutschland  | Vorrunde           | Portugal 0. Punkte | 9.–17. Platz       |
| 1959 | Österreich      | keine Teilnahme    | keine Teilnahme    | keine Teilnahme    |
| 1963 | Schweiz         | keine Teilnahme    | keine Teilnahme    | keine Teilnahme    |
| 1966 | Österreich      | keine Teilnahme    | keine Teilnahme    | keine Teilnahme    |